# Вікен
Вікен (норв. Viken) — колишній норвезький фюльке (район) у регіоні Естланн (Східна Норвегія). Влада регіону діяла в містах Осло, Драммен, Сарпсборг, Мосс.

## Історія
У 2017 році уряд вирішив скасувати деякі фюльке та об'єднати їх з іншими, щоб утворити більші, зменшивши кількість фюльке з 19 до 11, що було реалізовано 1 січня 2020 року. Акерсгус, Бускеру і Естфолл було об'єднано у Вікен.
З 1 січня 2024 року після рішення Стортингу від 14 червня 2022 року стало 15 фюльке. Зокрема, три з нещодавно об'єднаних — Вестфолл-ог-Телемарк, Вікен і Трумс-ог-Фіннмарк — розпалися та замінені своїми раніше об'єднаними.